# Strophogastra penicillata
Strophogastra penicillata är en skalbaggsart som beskrevs av Adelbert Fenyes 1921. Strophogastra penicillata ingår i släktet Strophogastra och familjen kortvingar. Inga underarter finns listade i Catalogue of Life.